# Turretot
Turretot és un municipi francès situat al departament del Sena Marítim i a la regió de Normandia. L'any 2007 tenia 1.442 habitants.

## Demografia

### Població
El 2007 la població de fet de Turretot era de 1.442 persones. Hi havia 497 famílies de les quals 84 eren unipersonals (44 homes vivint sols i 40 dones vivint soles), 156 parelles sense fills, 241 parelles amb fills i 16 famílies monoparentals amb fills.
La població ha evolucionat segons el següent gràfic:
Habitants censats

### Habitatges
El 2007 hi havia 524 habitatges, 509 eren l'habitatge principal de la família, 12 eren segones residències i 3 estaven desocupats. 490 eren cases i 28 eren apartaments. Dels 509 habitatges principals, 415 estaven ocupats pels seus propietaris i 94 estaven llogats i ocupats pels llogaters; 31 tenien dues cambres, 49 en tenien tres, 141 en tenien quatre i 288 en tenien cinc o més. 454 habitatges disposaven pel capbaix d'una plaça de pàrquing. A 203 habitatges hi havia un automòbil i a 290 n'hi havia dos o més.

### Piràmide de població
La piràmide de població per edats i sexe el 2009 era:
| Homes | Edats   | Dones |
| ----- | ------- | ----- |
| 0     | 95 o +  | 0     |
| 0     | 90 a 94 | 4     |
| 0     | 85 a 89 | 0     |
| 0     | 80 a 84 | 8     |
| 12    | 75 a 79 | 20    |
| 4     | 70 a 74 | 12    |
| 12    | 65 a 69 | 12    |
| 36    | 60 a 64 | 24    |
| 56    | 55 a 59 | 48    |
| 72    | 50 a 54 | 56    |
| 36    | 45 a 49 | 28    |
| 48    | 40 a 44 | 60    |
| 60    | 35 a 39 | 52    |
| 60    | 30 a 34 | 68    |
| 40    | 25 a 29 | 44    |
| 32    | 20 a 24 | 28    |
| 32    | 15 a 19 | 40    |
| 52    | 10 a 14 | 52    |
| 68    | 5 a 9   | 64    |
| 52    | 0 a 4   | 32    |

## Economia
El 2007 la població en edat de treballar era de 978 persones, 676 eren actives i 302 eren inactives. De les 676 persones actives 628 estaven ocupades (338 homes i 290 dones) i 48 estaven aturades (25 homes i 23 dones). De les 302 persones inactives 111 estaven jubilades, 79 estaven estudiant i 112 estaven classificades com a «altres inactius».

### Ingressos
El 2009 a Turretot hi havia 520 unitats fiscals que integraven 1.482,5 persones, la mediana anual d'ingressos fiscals per persona era de 19.841 €.

### Activitats econòmiques
Dels 21 establiments que hi havia el 2007, 1 era d'una empresa alimentària, 1 d'una empresa de fabricació d'altres productes industrials, 2 d'empreses de construcció, 4 d'empreses de comerç i reparació d'automòbils, 3 d'empreses de transport, 2 d'empreses d'hostatgeria i restauració, 3 d'empreses de serveis, 2 d'entitats de l'administració pública i 3 d'empreses classificades com a «altres activitats de serveis».
Dels 4 establiments de servei als particulars que hi havia el 2009, 2 eren tallers de reparació d'automòbils i de material agrícola i 2 perruqueries.
L'únic establiment comercial que hi havia el 2009 era una fleca.
L'any 2000 a Turretot hi havia 14 explotacions agrícoles que ocupaven un total de 426 hectàrees.

## Equipaments sanitaris i escolars
L'únic equipament sanitari que hi havia el 2009 era una farmàcia.
El 2009 hi havia 1 escola maternal i 1 escola elemental.

## Poblacions més properes
El següent diagrama mostra les poblacions més properes.